# Kunsthaus Leer
Das Kunsthaus Leer – Archiv für Kunst aus Ostfriesland ist ein Kunsthaus in der ostfriesischen Kreisstadt Leer. Es wurde am 10. März 2012 eröffnet. Es wird vom Landkreis Leer getragen und von der Kulturstiftung der Sparkasse LeerWittmund unterstützt.

## Geschichte
Die Initiative zur Gründung des Kunsthauses Leer geht auf Bernhard Bramlage zurück, Landrat des Landkreises Leer von 2001 bis 2016. Die Grundlagen der Sammlung legte der ehemalige ehrenamtliche wissenschaftliche Leiter Heiko Jörn. Dieser übergab die Leitung im März 2012 an die Kunsthistorikerin Susanne Augat. Im gleichen Monat wurde das Kunsthaus eröffnet. Es hat seinen Sitz in einem innenstadtnahen weißen Bungalow aus den späten 1950er Jahren, der von einem Garten umgeben ist. Seither hat das Haus diverse Ausstellungen gezeigt.

## Konzeption und Vermittlung
Der vormalige Direktor der Museumslandschaft Hessen Kassel (Schloss Wilhelmshöhe), Bernd Küster, entwickelte das Konzept des Kunsthauses. Ziel der Einrichtung ist es, „Werke und Nachlässe von Künstlern aus Ostfriesland mit Unterstützung der Sparkassen-Kulturstiftung LeerWittmund zu erwerben und in repräsentativen Sammlungen zu bewahren“. Darüber hinaus strebt das Kunsthaus eine enge Zusammenarbeit mit den Museen, Kultureinrichtungen und Vereinen der Region an und möchte Schulen und Jugendeinrichtungen Zugang zu seinem Programm gewähren. Langfristig soll Leer so zu einem gut vernetzten Zentrum der Kunst in Ostfriesland werden und so den Erhalt der Kultur in der Region gewährleisten. Zudem möchte das Kunsthaus durch „das Bewahren einer repräsentativen Werkauswahl aus den Nachlässen oder dem Schaffen noch arbeitender Künstler die Entwicklung der Kunst in Ostfriesland (...) dokumentieren.“
Das Kunsthaus Leer übernimmt Nachlässe, Vorlässe und andere Kunstsammlungen.
Der Bestand des Hauses wird fotografiert, inventarisiert und digitalisiert, um Forschung und Veröffentlichungen zu ermöglichen. Die einzelnen Werke sind für Ausstellungen ausleihbar, aber als Archivbestand nicht käuflich.
Das Kunsthaus Leer zeigt etwa drei Ausstellungen pro Jahr, die Themen der ostfriesischen Kunst der letzten einhundert Jahre aufgreifen und sich meist mit dem Schaffen einzelner Künstler befassen. Der Schwerpunkt liegt dabei gemäß der Sammlung auf aktueller ostfriesischer Kunst. In der Regel erscheint zu den Ausstellungen ein Katalog.

## Sammlungen
Das Kunsthaus Leer verfügt über 26 Sammlungen mit Werken von Hinrikus Bicker-Riepe, Karl Dönselmann im Sande, Anne Dück-von Essen, Wolfgang Epple, Peter Geithe, Bernhard Grotzeck, Marikke Heinz-Hoek, Heiko Jörn, Julian Klein von Diepold, Alfred Kaufner, Traud´l Knoess, Siegfried Kunstreich, Anna-Liese Langeheine, Ahlrich van Ohlen, Heinz Johann Otto Pahling, Emil Rizek, Gerd Rokahr, Johann Rosenboom, Oskar Rosi, Jan Temme, Zoppe Voskuhl, Carla Zierenberg sowie die Sammlungen „Wegner-Court“, „Graphische Gesellschaft Leer“, "Ostfriesland-Haggadah" und die  Grußkartensammlung von Peter Geithe. Neben dem künstlerischen Schaffen übernimmt das Kunsthaus auch persönliche Dokumente aus dem Leben der Künstler.

## Organisation
Das Kunsthaus Leer wird von der Kunsthistorikerin Susanne Augat geleitet. Ihr zur Seite steht ein Beirat, dem Bernd Küster, Ahlrich van Ohlen (Künstler in Rastede), Landrat Matthias Groote und der Vorsitzende der Sparkassen-Kulturstiftung LeerWittmund, Heinz Feldmann, angehören.